# Messier 73
Messier 73 (také M73 nebo NGC 6994) je velmi těsné uskupení čtyř slabých hvězd 10. až 12. hvězdné velikosti, nacházející se asi 1,5° jihozápadně od známé mlhoviny Saturn (NGC 7009) v souhvězdí Vodnáře. Někdy toto uskupení bývá považováno za málo početnou otevřenou hvězdokupu, ale ve skutečnosti jde pouze o náhodné uskupení hvězd – asterismus.

## Pozorování

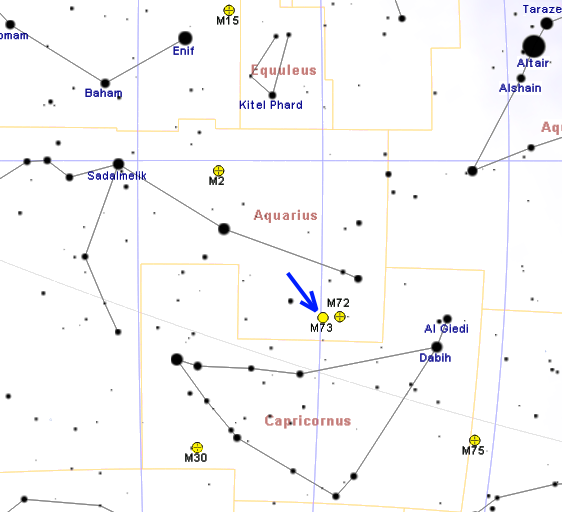
Poloha M 73 v souhvězdí Vodnáře.

M73 leží v západní části souhvězdí přibližně 4° jihovýchodně od hvězdy čtvrté magnitudy Albali (ε Aquarii), 1,5° východně od kulové hvězdokupy Messier 72. 2° severovýchodně leží planetární mlhovina NGC 7009. Pokud je M73 středně vysoko nad obzorem, je možné ji při průzračně tmavé obloze vyhledat i triedrem 10x50, ve kterém vypadá jako malá skupinka čtyř nebo pěti hvězd. I malý dalekohled dokáže rozeznat pravou podstatu objektu, která spočívá právě ve čtveřici hvězd viditelných i triedrem.
M73 je možno jednoduše pozorovat ze všech obydlených oblastí Země, protože má dostatečně nízkou jižní deklinaci. Přesto je tento objekt těžko pozorovatelný v severní Evropě a Kanadě, tedy za polárním kruhem, ale ve střední Evropě vychází dostatečně vysoko nad obzor. Na jižní polokouli je dobře viditelný vysoko na obloze během jižních zimních nocí a v jižní části tropického pásu je možno jej vidět přímo v zenitu. Nejvhodnější období pro jeho pozorování na večerní obloze je od července do listopadu.

## Historie pozorování
Hvězdokupu objevil Charles Messier 4. října 1780 a popsal ji takto: "Skupina tří nebo čtyř hvězd, které mohou na první pohled vypadat jako mlhovina, protože jsou obklopeny slabou mlhou. Tento objekt leží na stejné rovnoběžce jako předchozí objekt (M72) a jeho poloha byla určena pomocí téže hvězdy (ν Aquarii)."

## Vlastnosti
M73 bývá občas považována za možnou velmi řídkou otevřenou hvězdokupu, která by tedy byla tvořena hvězdami navzájem blízkými nejen na obloze, ale i ve skutečnosti. Otázka, zda tyto hvězdy tvoří asterismus nebo otevřenou hvězdokupu, způsobila nevýznamnou ale zajímavou rozpravu.
Skupina vědců kolem L. P. Bassina v roce 2000 zveřejnila rozbor barevného indexu a svítivosti hvězd v okolí M73. Na základě tohoto rozboru usoudili, že čtyři hvězdy uprostřed objektu a několik dalších okolních hvězd mají podobný vztah mezi barevným indexem a svítivostí, jaký mívají hvězdy v otevřené hvězdokupě (to se dá poznat z Hertzsprungova–Russellova diagramu). Podle těchto vědců je tedy M73 starou otevřenou hvězdokupou s úhlovým rozměrem 9'.
Ve stejném roce však zveřejnil práci získanou podobným rozborem i G. Carraro, který dospěl k výsledku, že hvězdy v této oblasti nemají žádný vztah mezi barevným indexem a svítivostí. Podle něj je tedy M73 pouze asterismem.
K oživení debaty přispěl také brazilský vědec E. Bica se svými spolupracovníky, kteří se shodli na tom, že takové seřazení hvězd, jaké pozorujeme u M73, je velmi nepravděpodobné a skupinu hvězd tedy považují za otevřenou hvězdokupu.
Tento spor nakonec vyřešili M. Odenkirchen a C. Soubiran v roce 2002, když zveřejnili rozbor šesti nejjasnějších hvězd předpokládané otevřené hvězdokupy, kterým dokázali, že se tyto hvězdy nacházejí ve velmi rozdílných vzdálenostech od Země a pohybují se různými směry. Potvrdili tak, že tyto hvězdy spolu tvoří pouze asterismus.